# Barbara Baert
Barbara Baert (Turnhout, 1967) is een Belgisch gewoon hoogleraar verbonden aan de Onderzoeksgroep Kunstwetenschappen van de Faculteit Letteren aan de KU Leuven. Zij doceert in de vakgebieden van de beeldanalyse, iconologie, kunsttheorie en middeleeuwse kunst. In 2016 werd Baert gelauwerd met de prestigieuze Francquiprijs, die jaarlijks wordt toegekend door de Francqui-Stichting en beurtelings gaat naar een wetenschapper uit de humane, exacte en biologische-medische wetenschappen.

## Loopbaan
Barbara Baert ontving haar doctoraat in 1997 met een studie over de Kruislegende in woord en beeld, dat in 2004 verscheen als A Heritage of Holy Wood: The Legend of the True Cross in Text and Image bij Brill Publishers. Als onderzoeker is Baert geaffilieerd aan het Illuminare: Centre for Medieval and Renaissance Art van de KU Leuven. In 2006 richtte Baert de Iconology Research Group (IRG) op – een internationaal en interdisciplinair platform voor de studie van de interpretatie van beelden. Het IRG-onderzoeksnetwerk wil de samenwerking tussen anthropologie, visuelle, Bildwissenschaft en iconology bevorderen, en beschouwt deze drie als onderzoekstradities die gelijkaardige doelstellingen nastreven maar vaak afzonderlijke (meestal nationale) trajecten volgen.
Baert is hoofdredacteur van drie peer-reviewed tijdschriften: 
- Studies in Iconology (Peeters Publishers),[8]
- Art&Religion (Peeters Publishers)[9]
- Iconologies (ASP Editions).

Daarnaast leidde/leidt ze diverse, vaak interdisciplinaire, internationale onderzoeksprojecten, waaronder:
- Mary Magdalene and the Touching of Jesus, an intra-and interdisciplinary investigation of the interpretation of John 20:17 (Fonds Wetenschappelijk Onderzoek, 2004-2008)[11],
- The Woman with the Hemorrhage (Matthew 9:20-22; Mark 5:24-34; Luke 8:42b-48), an iconological study of the interpretation of the Haemorrhoissa in medieval art (4th-15th century) (KU Leuven, 2008-2012)
- Caput Ioanis in Disco. Object-medium-function (Fonds Wetenschappelijk Onderzoek, KU Leuven en Universität Wien, 2012-2016)
- Ornamenta sacra. Iconology of liturgical objects (Belspo-Brain-be, UC Louvain en KIK/IRPA, 2017-2021)
- Kairós, or the Right Moment. Nachleben and iconology (KU Leuven, 2018-2022)

Baert is ook lid van de redactieraad van de Brepols – Series – IKON Studies en La rivista di engramma (open access).

## Erkenningen en prijzen
- Baert is lid van de Koninklijke Vlaamse Academie van België voor Wetenschappen en Kunsten en van de Academia Europaea.[12] Zij ontving verscheidene prijzen en fellowships. In 1993 won zij de prijs van de “Koninklijke Academie voor Wetenschappen van België: Klasse Schone Kunsten” voor haar dissertatie Het Boec van den Houte.
- In 2006 werd ze gelauwerd voor haar wetenschappelijke carrière voor de leeftijd van veertig door dezelfde academie.[13]
- In 2015 was ze Fellow aan het Internationale Kolleg für Kulturtechnikforschung und Medienphilosophie (IKKM) te Weimar.[14]
- In 2016 ontving ze de pioniersprijs van de KU Leuven, die wordt uitgereikt aan onderzoekers van wie het werk een nieuw onderzoekspad opent.[15]
- In datzelfde jaar ontving zij de ook Francquiprijs, ook de Belgische Nobelprijs genoemd, in de discipline van de Humane Wetenschappen.[2][3][5] Deze prijs, die geldt als de hoogste wetenschappelijke onderscheiding in België, wordt toegekend door Koning Filip. Volgens de Francqui-jury behoort haar werk tot een waardevol oeuvre dat culturen, tijdsgrenzen en disciplines overstijgt.[16]
- In 2017 kreeg ze het ereteken van Commandeur in de Leopoldsorde.[17][18][19]
- In 2018 verbleef zij aan het Istituto di Studi Avanzati (ISA) van de Università di Bologna,[20]
- In 2019 was zij member aan het Institute for Advanced Study (IAS) te Princeton.[21][22]
- Baert was in 2020 fellow aan het Berlijnse Center for Advanced Studies Bildevidenz.
- In 2021 was ze houder van de James Loeb Lecture aan het Zentralinstitut für Kunstgeschichte te München[23]. Hier gaf ze op 8 december 2021 een lezing 'How Kairos transformed into Occasio (Grisaille, School of Mantegna, 1495-1510)' over het Kairos/Occasio motief. Met haar paper over hetzelfde motief werkte Baert een eerste volledige status quaestionis uit over de betekenis toegekend aan de grisaille, vanaf Aby Warburgs (1866-1929) eerste hypothese (in zijn Francesco Sassetti artikel) tot het heden.[24] [25]
- In 2023 nam Barbara Baert de rol van Warburg-Professur voor het Warburg Haus te Hamburg op zich.[26]
- In 2024 was Baert houder van de Dahlem Humanities Center Lectures, Freie Universität Berlin.[27]
- In 2024 was ze gastprofessor aan het Centre André Chastel – Université de Sorbonne in Parijs op uitnodiging van Stéphane Toussaint.[28]

## Publicaties (selectie)
- Het "Boec van den Houte", (Verhandelingen van de Koninklijke Academie voor Wetenschappen, Letteren en Schone Kunsten van België. Klasse der Schone Kunsten, 62), Brussel, 1995.
- A Heritage of Holy Wood. The Legend of the True Cross in Text and Image, (Cultures, Beliefs and Traditions. Medieval and Early Modern Peoples, 22), Leiden, 2004.
- Navel. On the Origin of Things, Gent, 2009.
- Interspaces between Word, Gaze and Touch. The Bible and the Visual Medium in the Middle Ages. Collected essays on Noli me tangere, the Woman with the Haemorrhage, the Head of John the Baptist, (Annua Nuntia Lovaniensia, 62), Leuven, 2011.
- To Touch with the Gaze. Noli me tangere and the Iconic Space, Ghent, 2011.
- “Touching the Hem. The Thread between Garment and Blood in the Story of the Woman with the Hemorrhage (Mark 5:24b-34parr),” in Textile. The Journal for Cloth and Culture, 9, 3, 2011, p. 308-359.
- Thread. On the Origin of Creation, Gent, 2012.
- Wind. On the Origin of Emotion, Gent, 2012.
- B. Baert, L. Kusters & E. Sidgwick, "An issue of blood. The healing of the woman with the Haemorrhage (Mark 5.24B-34, Luke 8.42B-48, Matthew 9.19-22) in early medieval visual culture," in Blood, Sweat and Tears - The Changing Concepts of Physiology from Antiquity into Early Modern Europe, ed. M. Horstmanshoff (Intersections. Interdisciplinary Studies in Early Modern Culture, 25), Leiden, 2012, p. 307-338.
- Caput Johannis in Disco. {Essay on a Man’s Head}, (Visualising the Middle Ages, 8), Leiden, 2012.
- B. Baert, A.-S. Lehmann & J. van der Akkerveken, New Perspectives in Iconology: Visual Studies and Anthropology, (Iconologies), Brussels, 2012.
- "The Johannesschüssel as Andachtsbild. The Gaze, the Medium and the Senses," in Disembodied Heads in Medieval and Early Modern Culture, eds. C. Santing, B. Baert & A. Traninger (Intersections. Interdisciplinary Studies in Early Modern Culture, 28), Leiden, 2013, p. 117-160.
- Nymph. Motif, Phantom, Affect. A contribution to the Study of Aby Warburg (1866-1929), (Studies in Iconology, 1), Leuven-Walpole, 2014.
- “The Dancing Daughter and the Head of John the Baptist (Mark 6:14-29) Revisited: An Interdisciplinary Approach,” in Louvain Studies, 38, 2014, p. 5-29.
- Late Mediaeval Enclosed Gardens of the Low Countries Contributions to Gender and Artistic Expression, (Studies in Iconology, 2), Leuven-Walpole, 2015.
- Pneuma and the Visual Arts in the Middle Ages and Early Modernity, (Art&Religion, 5), Leuven-Walpole, 2016.
- "Pentecost and the Senses. A Hermeneutical Contribution to the Visual Medium and the Sensorium in Early Medieval Manuscript Tradition," in Preaching after Easter, eds. J. Leemans & R. Bishop, Leiden, 2016, p. 346-370.
- ‘Locus Amoenus’ and the Sleeping Nymph. ‘Ekphrasis’, Silence and ‘Genius Loci’, (Studies in Iconology, 3), Leuven-Walpole, 2016.
- Nymph. Motif, Phantom, Affect. Part II. Aby Warburg's (1866-1929) Butterflies as Art Historical Paradigms, (Studies in Iconology, 4), Leuven-Walpole, 2016.
- Kairos or Occasion as Paradigm in the Visual Medium. Nachleben, Iconography, Hermeneutics, (Studies in Iconology, 5), Leuven-Walpole, 2016.
- In Response to Echo. Beyond Mimesis or Dissolution as Scopic Regime (with Special Attention to Camouflage), (Studies in Iconology, 6), Leuven-Walpole, 2016.
- Revisiting Salome’s Dance in Medieval and Early Modern Iconology, (Studies in Iconology, 7), Leuven-Walpole, 2016.
- “Stains. Trace-Cloth-Symptom,” in Textile. Journal of Cloth and Culture, 15, 3, 2017, p. 270-291.
- About Stains or the Image as Residue, (Studies in Iconology, 10), Leuven-Walpole, 2017.
- “Marble and the Sea or Echo Emerging. (A Ricercar),” in Treasures of the sea. Art or Craft, ed. Avinoam Shalem, Espacio, Tiempo y Forma, Serie VII, Historia del Arte, 5, 2017, p. 35-54.
- “He or she who glimpses, desires, is wounded. A dialogue in the interspace between Aby Warburg and Georges Didi-Huberman,” in Angelaki. Journal of the Theoretical Humanities, 23, 4, 2018, p. 47-79.
- What about Enthusiasm? A Rehabilitation. Pentecost, Pygmalion, Pathosformel, (Studies in Iconology, 13), Leuven-Walpole, 2018.
- Fragments, (Studies in Iconology, 14), Leuven-Walpole, 2018.
- Interruptions & Transitions. Essays on the Senses in Medieval and early Modern Visual Culture, (Art and Material Culture in Medieval and Renaissance Europe, 14), Leiden, 2018.
- About Sieves and Sieving. Motif, Symbol, Technique, Paradigm, Berlijn, 2019.
- De uil in de grot. Gesprekken met beelden, kunstenaars en schrijvers, Antwerpen, 2019.
- The Weeping Rock. Revisiting Niobe through Paragone, Pathosformel and Petrification, (Studies in Iconology, 17), Leuven-Walpole, 2020.
- Signed PAN. Erwin Panofsky’s (1892-1968) “The History of Art as a Humanistic Discipline” (Princeton, 1938), (Studies in Iconology, 18), Leuven-Walpole-Paris-Bristol, 2020.
- "Noli me tangere in the Codex Egberti (Reichenau, c. 977-93) and in the Gospel-Book of Otto III (Reichenau, 998-1000): Visual Exegesis in Context," in Illuminating the Middle Ages: Tributes to Prof. John Lowden, eds. Laura Cleaver, Alixe Bovey, Leiden, 2020, p. 36-5.
- "Afterlife Studies and the Occasio Grisaille in Mantua (School of Mantegna, 1495-1510)," in Ikon, 13, 2020, p. 95-108.
- "Life is Short, Art is Long, Crisis is Fleeting, Kairos or Weaving the Right Moment," in Textile. Journal of Cloth and Culture, 2020, p.1-23.
- The Right Moment. Essays offered to Barbara Baert, Laureate of the 2016 Francqui Prize in Human Sciences, on the Occasion of the Celebratory Symposium at the Francqui Foundation, Brussels, 18-19 October 2018, in consultation with Han Lamers. Editorial assistance: Stephanie Heremans & Laura Tack, (Studies in Iconology, 20), Leuven - Paris - Bristol, CT: Peeters, 2021.
- From Kairos to Occasio Through Fortuna. Text/ Image/ Afterlife. On the Antique Critical Moment, a Grisaille in Mantua (School of Mantegna, 1495-1510) and the Fortunes of Aby Warburg (1866-1929), Brepols & Harvey Miller, 2021.
- The Gaze from Above. Reflections on Cosmic Eyes in Visual Culture. (Art & Religion, 11). Leuven: Peeters Publishers, 2021.
- Petrifying Gazes. Danaë and the Uncanny Space. (Studies in Iconology, 19). Leuven: Peeters Publishers, 2021.
- Baert, B., Hertog, T. & Van der Stock, J. Big Bang. Imagining the Universe. Veurne: Hannibal, 2021.
- "The Critical Moment. Revisiting the Annunciation in the Quattrocento: Wind, Kairos, Snail." In: J. Clifton, B. Haeger, E. Wise (Eds.), Marian Images in Context: Doctrines, Devotions, and Cults. (Brill's Studies on Art, Art History and Intellectual History). Leiden: Brill, 2022.
- Looking Into The Rain. Magic - Moisture - Medium. Berlin: De Gruyter, 2022.
- Baert, B., Claes, M-C. & Dekoninck, R. (Eds.) Ornamenta Sacra. Late Medieval and Early Modern Liturgical Objects in a European Context. (Art & Religion, 13). Leuven: Peeters, 2022.
- Baert B. On Barbara Baert. Compendium Questionnaires, in Iconographica. Studies in the History of Images (Iconographica Twenty Years: The Study of Images and the Future of the Field), Supplementum, 21, 2022/23, p. 10-18.
- Baert B. Op een dag zonder datum. Brieven over kunst en literatuur, Snoeck, 2023.
- Baert B. Bark / Birch / Birkenau. ( A Conversation with Guiseppe Penone, Georges Didi-Huberman and Gerhard Richter), in Textile. Cloth and Culture, 22, 2, 2024, p. 1-9.

- Bibsys: 6097868
- Bibliothèque nationale de France: cb14442627d (data)
- CiNii: DA11461548
- Digitale Bibliotheek voor de Nederlandse Letteren: baer074
- Gemeinsame Normdatei: 133359964
- International Standard Name Identifier: 0000 0001 2278 8415
- Library of Congress Control Number: n2001088884
- Bibliotheek van het Japanse parlement: 032353985
- Nationale Bibliotheek van Tsjechië: jo2013800418
- Nationale Bibliotheek van Israël: 987007514950105171
- Nationale en Universitaire bibliotheek Zagreb: 000562611
- Nederlandse Thesaurus van Auteursnamen: 151148325
- ORCID: 0000-0002-8694-2335
- Istituto Centrale per il Catalogo Unico: TO0V534337
- Système universitaire de documentation: 080248926
- Virtual International Authority File: 42060337
- WorldCat: E39PBJd8dYKvH77ht8QPJHWkXd